# Eupithecia compsodes
Eupithecia compsodes là một loài bướm đêm trong họ Geometridae.